# Regierung Bluhme I
Die konservativ-nationalliberale Regierung Bluhme I (dän. regeringen Bluhme I, auch Januarministerium genannt) unter Premierminister C. A. Bluhme war vom 27. Januar 1852 bis zum 21. April 1853 die dänische Regierung. Amtierender König war Friedrich VII.
Die Regierung Bluhme I war die erste von zwei Regierungen unter Bluhme und das fünfte dänische Kabinett seit der Märzrevolution. Sie bestand aus den folgenden Ministern:
- Premierminister und Außenminister: C.A. Bluhme
- Finanzminister: W.C.E. Sponneck
- Innenminister: P.G. Bang
- Justizminister: A.W. Scheel
- Minister für Kirche und Unterrichtswesen:

P.G. Bang bis zum 3. Juni 1852, danach
C.F. Simony
- Kriegsminister: C.F. Hansen
- Marineminister: St.A. Bille
- Minister für Schleswig: Karl von Moltke
- Minister für Holstein und Lauenburg: Heinrich von Reventlow-Criminil

## Quelle
- Statsministeriet: Regeringen Bluhme I